# Izgubljeni sveženj
Izgubljeni sveženj (2002) je roman pisatelja Rudija Šeliga. Prvi del se odvija v devetdesetih letih, v času osamosvojitve Slovenije, drugi del se začne leta 1937 s špansko državljansko vojno, tretji del pa je postavljen v  prvo stoletje našega štetja. V zgodbi se na več mestih pojavljajo skrivnostne listine, katerih vsebine ne izvemo. Za roman je pisatelj leta 2002 prejel nagrado kresnik.

## Vsebina
Glavni junak Tomaž Lakner, ki mu pravijo tudi Pastir, skuša s pajdaši ilegalno priti do zaslužka s prevažanjem ilegalnih prebežnikov. Ko zbere dovolj denarja, kupi lokal Tri vrtnice in začne razmerje z natakarico Katjo. Nekega dne ga obišče bivši sodelavec in Laknerja zaprosi, da bi bil porok pri zastavitvi novega posla. Posel propade, Lakner pa nima denarja, zato ga izterjevalci pretepejo. Zbudi se v bolnišnici, z znancem iz iste sobe se prične klatiti po podeželju in pomagati pri delu na kmetijah. Čez čas Lakner dobi službo šoferja in prevaža tovor po Vzhodni Evropi. Na eni od poti ga zajamejo čečenski separatisti, ti od njega zahtevajo kovček z dokumenti, o katerem pa ne ve ničesar. Laknerja obdržijo v priporu in za njim se počasi izgubi vsaka sled.
V drugem delu romana je glavna oseba revolucionar Tomaž D. Luckner, z vzdevki Črtomir, Samotar in Foma. Udeleži se španske državljanske vojne, po njej se potika po Evropi, začasno dela tudi v tovarni orožja v nacistični Nemčiji. Vrne se v Jugoslavijo in se med prvimi vključi v odpor proti okupatorju. Slovencem postane sumljiv, saj je edini preživeli v napadu italijanske vojske leta 1941. Po vojni živi razuzdano življenje, dokler ga OZNA ne obtoži širjenja neresnic o maršalu Titu in nemoralnega vedenja, priprejo ga, potem pa pošljejo na Goli otok. Po izpustu se Luckner znajde v Moskvi s kovčkom, v katerem so porumenele listine, zaide v cerkev, tam se mu kovček odpre in listine se raztresejo med verniki. Po tem dogodku Luckner izgine.
V zadnjem delu romana je glavna oseba učenec Juda Tomaž Dvojček, ki mu Jezus pred smrtjo zaupa tri skrivnosti, ki jih Tomaž ne sme povedati nikomur. Po križanju Jezusa se učenci razpršijo po svetu. Tomaž širi krščanstvo med ljudmi in spiše svoj evangelij. Tomaža je Cerkev preganjala, njegove evangelije pa prepovedala, sredi dvajsetega stoletja so jih raziskovalci našli blizu kraja Nag Hammadi. Roman se zaključi z vprašanjem o vsebini kodeksov, ki so jih odkrili. Pripovedovalec se sprašuje, ali je Tomaž zapisal v kodekse tri skrivnosti, ki mu jih je zaupal Jezus, ali pa so bile te skrivnosti že zapisane v drugih evangelijih, vendar jih ne znamo razbrati.

## Stilne značilnosti
Izgubljeni sveženj ima lastnosti modernističnega, eksistencialističnega in novega romana. Fabula je tradicionalna, veliko je dialogov, ti niso označeni z ločili premega govora, pogosto so napisani v pogovornem jeziku.  V drugem delu romana je prevladujoča nacionalna in politična tematika, jezik je deloma pobarvan s političnim žargonom, zato je delo označeno tudi kot politični roman.
Pripovedovalec je večinoma tretjeosebni, občasno preide v prvoosebnega ali v drugoosebnega.